# Gunungiella saptatrimchi
Gunungiella saptatrimchi är en nattsländeart som beskrevs av Schmid 1968. Gunungiella saptatrimchi ingår i släktet Gunungiella och familjen stengömmenattsländor. Inga underarter finns listade i Catalogue of Life.